# 津田敏秀
津田 敏秀（つだ としひで、1958年 - ）は、日本の医学者、岡山大学大学院環境学研究科教授。専攻は疫学、環境医学、因果推論、臨床疫学、食品保健、産業保健。

## 略歴
岡山大学医学部医学科卒業。岡山大学大学院医学研究科修了。岡山大学医学部助手、講師などを経て、岡山大学大学院環境学研究科教授。

## エピソード
- 川端裕人のブログのコメント欄において伊勢田哲治と「ヒュームの問題」の意味などをめぐって論争を展開した[1]。
- BAZOOKA!!!127・128回放送 "SMOKE WARS" に、「嫌煙派軍団」の一人として出演した。

### 著書
- 『市民のための疫学入門―医学ニュースから環境裁判まで』緑風出版、2003年。
- 『医学者は公害事件で何をしてきたのか』岩波書店、2004年。
- 『医学と仮説―原因と結果の科学を考える』岩波書店、2011年。
- 『医学的根拠とは何か』岩波書店、2013年。（岩波新書）
- 『医学者は公害事件で何をしてきたのか』岩波書店、2004年。(岩波現代文庫2014)